# Remomeix
Remomeix település Franciaországban, Vosges megyében. Lakosainak száma 435 fő (2022. január 1.). Remomeix Coinches, Entre-deux-Eaux, Pair-et-Grandrupt, Raves és Sainte-Marguerite községekkel határos.

## Népesség
A település népessége az elmúlt években az alábbi módon változott:
| Lakosok száma | 465  | 480  | 486  | 479  | 468  | 457  | 446  | 439  | 435  |
|               | 2013 | 2015 | 2016 | 2017 | 2018 | 2019 | 2020 | 2021 | 2022 |